# Eucalyptus miniata
Espèce
Classification phylogénétique
Eucalyptus miniata (l’Eucalyptus à chair laineuse ou woollybutt) est une espèce de plantes à fleurs du genre Eucalyptus et de la famille des Myrtaceae. C'est un arbre originaire du grand nord de l'Australie que l'on trouve à partir du cap York, dans le nord du Queensland, dans tout le Territoire du Nord ainsi que dans la région du Kimberley au nord de l'Australie-Occidentale.

## Description
C'est un arbre de taille moyenne qui peut atteindre 15 à 25 m de hauteur. L'écorce est douce et fissurée, de couleur grise à rouge. Les jeunes feuilles sont d'un brun-verdâtre, longues de 3 à 6 cm sur 2 à 3 cm de large et de forme elliptique, tandis que les feuilles adultes font 7,5 à 15 cm de long sur 2,5 à 5 cm, lancéolées ou falciformes et de couleur vert clair. La floraison a lieu de mai à septembre et les fleurs, orange ou rouges, font 3,5 cm de diamètre.

## Utilisation
Il est utilisé pour la fabrication des didgeridoos.